# Frans Tromp
Frans Tromp (Zutphen, 8 maart 1901 - Fort De Bilt, 24 september 1942) was een Nederlandse schoolleraar, en verzetsstrijder tijdens de Tweede Wereldoorlog.  Hij gaf leiding aan de verzetsgroep Comité Eenheid Eén voor allen, allen voor één die actief was in Hoevelaken en omgeving.

## Levensloop
Tromp verloor zijn ouders op jonge leeftijd en groeide op in een weeshuis. Hij volgde een opleiding tot onderwijzer. Hoofdmeester Michon vroeg hem in 1923 om les te komen geven aan de Schimmelpenninck van der Oyeschool in Hoevelaken. Diezelfde Michon vroeg Tromp ook als secretaris en penningmeester van de plaatselijke Burgerwacht.
Vrijwel direct na de Duitse inval in mei 1940 begon Tromp met zijn verzetswerk. Onder het mom planten zoeken voor de natuurkundeles ging hij op zoek naar wapens die in de meidagen door het Nederlandse leger waren achtergelaten. Bij de politieman Jan Knecht uit Bussum werden wapens opgehaald. Er ontstond een kleine verzetsgroep rond Tromp die opereerde onder de naam Comité Eenheid Eén voor allen, allen voor één.
Tromp had nauwe contacten met de Puttense verzetsman Pieter Vijge. De Groep-Vijge probeerde graanleveranties naar Duitsland te verstoren door strovoorraden en dorsmachines in brand te steken. Verder verzamelde ze geld voor de ondersteuning van vluchtelingen. In april 1941 werd de Duitse deserteur Helmuth Wetzko gedood in opdracht van Tromp, omdat hij ervan verdacht werd een spion te zijn. De Edese politie kwam de vermoedelijke dader Klaas van de Bor op het spoor, die vluchtte en Engeland wist te bereiken.
Halverwege 1941 dook de Arnhemse verzetsstrijder Johnny de Droog onder in Putten en werkte samen met Vijge. Op 8 maart 1942 viel De Droog in handen van de Sicherheitsdienst en liep over naar het andere kamp. Hij verraadde de meeste leden van de groep. Nog op diezelfde avond werden de meeste verzetscontacten gearresteerd. Tromp vierde die avond zijn verjaardag. De SD'er Antonie Berends ging in het gezelschap van wachtmeester Wouter van der Kleut naar diens woning. Op dat moment was mede-verzetslid Kees van de Bor op bezoek. Deze probeerde via de achterdeur te ontsnappen, maar werd daar tegengehouden. Van de Bor mocht kort daarop alsnog vertrekken zonder dat het belastende materiaal dat hij bij zich droeg werd aangetroffen. In de woning van Tromp werden verschillende illegale krantjes aangetroffen. Het pistool dat hij bij zich droeg wist hij op tijd aan zijn vrouw te overhandigen die het wist weg te moffelen. Door de informatie die de SD van De Droog had ontvangen wisten de Duitsers echter al te veel.
Tromp zat met verschillende andere arrestanten enkele dagen vast op het politiebureau van Putten. Tromp wees een aanbod van Gerrit van den Born voor een bevrijdingspoging af, omdat hij dacht dat de Duitsers weinig afwisten van zijn illegale activiteiten. Later zou hij daarover zijn spijt betuigen tegen medegevangenen. Vanuit Putten werd Tromp overgebracht naar de Sicherheitsdienst in Arnhem. Tijdens aanvullende ondervragingen werd hij mishandeld en verloor zijn gebit. 
Op 24 september 1942 werd Tromp samen met Pieter Vijge en Rijk Hooijer uit Voorthuizen geëxecuteerd bij Fort De Bilt. Hun lichamen zijn gecremeerd in het crematorium te Velsen en zijn onderdeel van het herdenkingsmonument. Het verzetswerk van Tromp werd voortgezet door Van den Born en zijn eigen zoon Joop.

## Eerbetoon
- Zijn naam staat vermeld op de Erelijst van Gevallenen 1940-1945.[2]
- In Hoevelaken is de Frans Tromplaan en de plaatselijke schietvereniging naar hem vernoemd.